# 临沂高新技术产业开发区
临沂高新技术产业开发区（简称：临沂高新区）是山东省临沂市于1992年建立的开发区。2011年升级为国家级高新区。

## 行政区划
临沂高新区从2016年起脱离代管单独发展，下辖2个乡镇：罗西街道、马厂湖镇。